# Carl Zerrahn
Carl Zerrahn (28 de julio de 1826 - 29 de diciembre de 1909) fue un flautista y director de orquesta estadounidense nacido en Alemania. Su amplia actividad en la región lo convirtió en una figura influyente en la música clásica de Nueva Inglaterra y Boston, especialmente en la música coral, durante la segunda mitad del siglo XIX. Tuvo especial éxito en sus presentaciones en los grandes oratorios y en la dirección de grandes coros. 

## Biografía
Comenzó sus estudios de música en Rostock a la edad de doce años y completó su educación en Hannover y Berlín . Las revoluciones de 1848 lo motivaron a abandonar Europa y emigrar a los Estados Unidos junto con otros 25 músicos alemanes agrupados bajo el nombre de Germania Musical Society, dando conciertos en Londres en el camino. Zerrahn tocó la primera flauta.  El grupo llegó a Nueva York en septiembre de 1848 y dio exitosos conciertos en la ciudad y en Brooklyn, a los que siguieron otros en Filadelfia, Baltimore, Washington y Nueva Inglaterra . Actuaron durante cinco o seis años con Jenny Lind, Henriette Sontag, Ole Bull, Sigismund Thalberg, Alfred Jaëll, Camilla Urso y otros artistas, disolviéndose en 1854 después de dar 800 conciertos durante su carrera.
Zerrahn se estableció en Boston al finalizar la gira. Entre 1855 y 1863 dirigió allí una orquesta "Filarmónica," una de las numerosas agrupaciones que en aquellos momentos llevaban ese nombre. A partir de 1865 y hasta 1882, dirigió conciertos para la Asociación Musical de Harvard.  Dirigió la Sociedad Handel y Haydn entre 1854 y 1895, y dirigió el Festival de Música de Worcester en Massachusetts durante treinta años como bueno, 1866-1897. Fue elegido director de la Sociedad del Oratorio de Salem (Massachusetts) en 1868, y dirigió coros en St. Johnsbury (Vermont), Ogdensburg (Nueva York).
Dirigió las fuerzas corales para el Jubileo Nacional de la Paz de 1869 de Patrick Gilmore y el Jubileo de la Paz Mundial y el Festival Musical Internacional de 1872. En 1869 el coro estuvo compuesto por 10.000 personas y en 1872 el coro tenía el doble de tamaño, aunque en este último caso los resultados no fueron del todo satisfactorios. Enseñó canto, armonía y composición en el Conservatorio de Música de Nueva Inglaterra hasta 1898, cuando se jubiló. 